# Gynoplistia illcha
Gynoplistia illcha är en tvåvingeart som beskrevs av Günther Theischinger 1993. Gynoplistia illcha ingår i släktet Gynoplistia och familjen småharkrankar. Inga underarter finns listade i Catalogue of Life.